# Le Cid

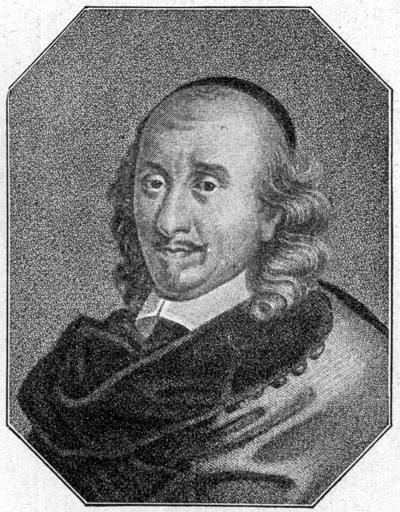
Portrét spisovatele Pierra Corneille

Le Cid (Cid) je pětiaktová francouzská tragikomedie, jejímž autorem je Pierre Corneille. Poprvé byla představena v prosinci roku 1636 v Théatre du Maras v Paříži a téhož roku byla také publikována. Hra je založena na hře Guilléna de Castro s názvem Las Mocedades del Cid, která zase vychází z legendy o El Cidovi.
Navzdory obrovskému úspěchu byl Corneillův Cid předmětem ostré debaty o normách dramatické praxe, která je známá jako „Quarelle du Cid,“ čili „Hádka o Cidovi“. Francouzská akademie kardinála Richelieu sice uznala úspěch hry, ale odsoudila ji jako morálně zkaženou, a to částečně z toho důvodu, že nerespektovala klasickou jednotu místa, času a děje.
Dnes je Cid obecně považován za Corneillovo nejlepší dílo, a zároveň za jednu z největších her 17. století.

## Pozadí
Příběhy o Cidovi jsou založené na životě španělského bojovníka Rodriga Díaze de Vivara, který žil někdy mezi lety 1043 a 1099. Skutečný „Cid“ patrně bojoval v různých dobách jak za muslimy, tak za křesťany, a zdá se, že šlo o jakéhosi nájemného žoldáka. Nicméně ve hře je opěvován výlučně jako křesťanský bojovník. Jméno „El Cid“ bylo odvozené z arabského slova pro „pána“ („sayyid“), které bylo pošpanělštěno a posléze k němu byla v Corneillově verzi ještě přidána francouzská předložka „le“. Cid je dodnes oblíbenou postavou španělského folklóru, která inspirovala mnoho příběhů a uměleckých děl.
Hra je odvozena ze hry Guilléna de Castro „Les Mocedades del Cid“ publikované v roce 1618 a napsané někdy mezi lety 1612 a 1615. Kvůli podobnostem mezi oběma díly obvinil Jean Mairet v březnu 1637 Corneilla z plagiátorství.

## Historie představení a „La Querelle“
„Le Cid“ byl původně uveden v Théâtre du Marais v prosinci roku 1636. Hra měla úspěch, i když byla poněkud kontroverzní kvůli odchýlení se od standardních postupů tehdejší dramatiky. Dílo bylo průlomové hned z několika důvodů. Mělo šťastný konec, což bylo pro tehdejší „tragédie“ ojedinělé, a umožnilo pozdějším autorům tragikomedií končit své hry vícero způsoby. Kritici se sice pokusili hru přirovnat k Aristotelově „Poetice“ a jejím postupům, ale Corneille argumentoval, že velké tragické postavy jsou již svojí podstatou nevěrohodné. Vzal náročné téma a poněkud realisticky ukázal, jak by to mohlo vypadat. Tato neshoda a po ní následující diskuze jsou známy jako „La Querelle du Cid“ čili „Hádka o Cidovi.“
Po premiéře hry kardinál Richelieu požádal novou Francouzskou akademii, aby vypracovala diskuzi o jejích hodnotách. Dramatik Georges de Scudéry také napsal k této hře kritiku. Tvrdil, že Corneille sám sebe „zbožšťoval“. Jeho záměrem bylo ukázat, že zápletka hry je bezcenná, zneužívá základní pravidla dramatické poetiky, ubírá se nevyzpytatelným směrem a veškeré krásy této hry jsou vykradené.
Jean Chapelain napsal pro Akademii dokument, který kritizuje zejména nevěrohodnost Chimeniny neustálé lásky i po tom, co Rodrigo zavraždí jejího otce. Chapelain argumentoval, že Chimenin souhlas provdat se za Rodriga dle králova rozkazu zajistil této postavě nesmrtelnost, což představuje nebezpečí pro veřejnost a její morálku. Tvrdil, že nevěrohodné a nemorální postavy by se ve hrách neměly objevovat, a to i když jsou doloženy historicky. Corneille toto ignoroval a prokázal, že hry nemusejí být didaktické a vždy zobrazovat potrestání zla. Akademie uvedla, že body zápletky musejí být nutností a že historické události tohoto druhu by neměly být zpracovávány dramaticky. Během 24hodinové periody se děje příliš mnoho akce a „Le Cid“ nedodržuje jednotu místa.
Jako odpověď na tyto kritiky Corneille argumentoval tím, že jeho hra evokuje jak lítost, tak strach. Poznamenal, že postavy Rodriga a Chimeny mají ctnost, která vede k jejich vášním a způsobuje tak neštěstí. Tvrdil, že vícero akcí funguje ve hře dobře proto, že pak má silný začátek, prostředek a konec. Ve hře je pouze jedna kompletní akce, ale ta se může vyvinout skrze několik nekompletních akcí. Hra se celou dobu odehrává v jednom městě, což Corneille považoval za dodržení jednoty místa.

## Postavy
- Don Rodrigo – (Cid), Chimenin milenec, syn Dona Diega. Po úspěšných bojích s Maury mu nepřátelé dají přezdívku „Le Cid“, která je odvozená z arabského slova pro pána, „sayyid“
- Chimena – dcera Dona Gomeze, je zamilovaná do Dona Rodriga, ale dvojice se odloučí, když Rodrigo zabije jejího otce v souboji
- Don Gomez – hrabě de Gormas, otec Chimeny, generál kastilský
- Don Diego – otec Dona Rodriga
- Donna Urracca, infantka kastilská – dcera krále, je zamilována do Dona Rodriga
- Don Fernand – první král kastilský (historická postava, v letech 1035 – 1065)
- Don Sancho – je zamilován do Chimeny, bojuje s Donem Rodrigem
- Elvira – Chimenina vychovatelka
- Leonora – infantčina vychovatelka
- Don Arias a Don Alonso – kastilští šlechticové

## Děj
Místo: hra se odehrává ve městě Seville v kastilském regionu ve Španělsku během druhé poloviny 11. století.
Jednání první
Hra začíná soubojem Dona Sancha a Dona Rodriga o ruku Chimeny. Chimena má raději Rodriga a její vychovatelka Elvira jí poví, že také Chimenin otec věří, že on bude lepší volbou pro její sňatek. Chimena se nechce radovat předčasně ze strachu, že osud změní jejímu otci názor.
Infantka (či princezna) dá najevo, že je taktéž zamilována do Rodriga, ale nikdy by se za něj nemohla provdat kvůli jeho nízkému společenskému původu. Proto se rozhodne dát Chimenu a Rodriga dohromady, aby tak potlačila svou vlastní vášeň.
Chimenin otec, Don Gomez, hrabě de Gormas, zjistí, že král požádal Rodrigova starého otce, Dona Diega, aby vyučoval kastilského prince. Hrabě věří, že on sám si tuto pozici zaslouží více a řekne o tom Diegovi. Don Diego odpoví, že by se spíše měli spřátelit, neboť jejich děti chtějí uzavřít sňatek. Hrabě odmítne a Diega políčkuje, načež ten tasí meč, ale je příliš sláb, aby jej udržel. Hrabě jej odzbrojí a před odchodem jej urazí.
Diego je tímto střetem zahanben a požádá svého syna, aby jej pomstil a utkal se s hrabětem v souboji. Rodrigo si sice uvědomí, že pokud bude bojovat a hraběte zabije, ztratí Chimeninu lásku, ale i tak se rozhodne pro souboj, aby uctil jméno svého otce.
Jednání druhé
Don Arias řekne hraběti, že král zakazuje souboj mezi ním a Rodrigem, ale hrabě arogantně neuposlechne a chce přesto bojovat. Provokuje Rodriga, ale také jej chválí za jeho nebojácnost a duchaplnost a požádá jej, aby od souboje upustil, což Rodrigo odmítne.

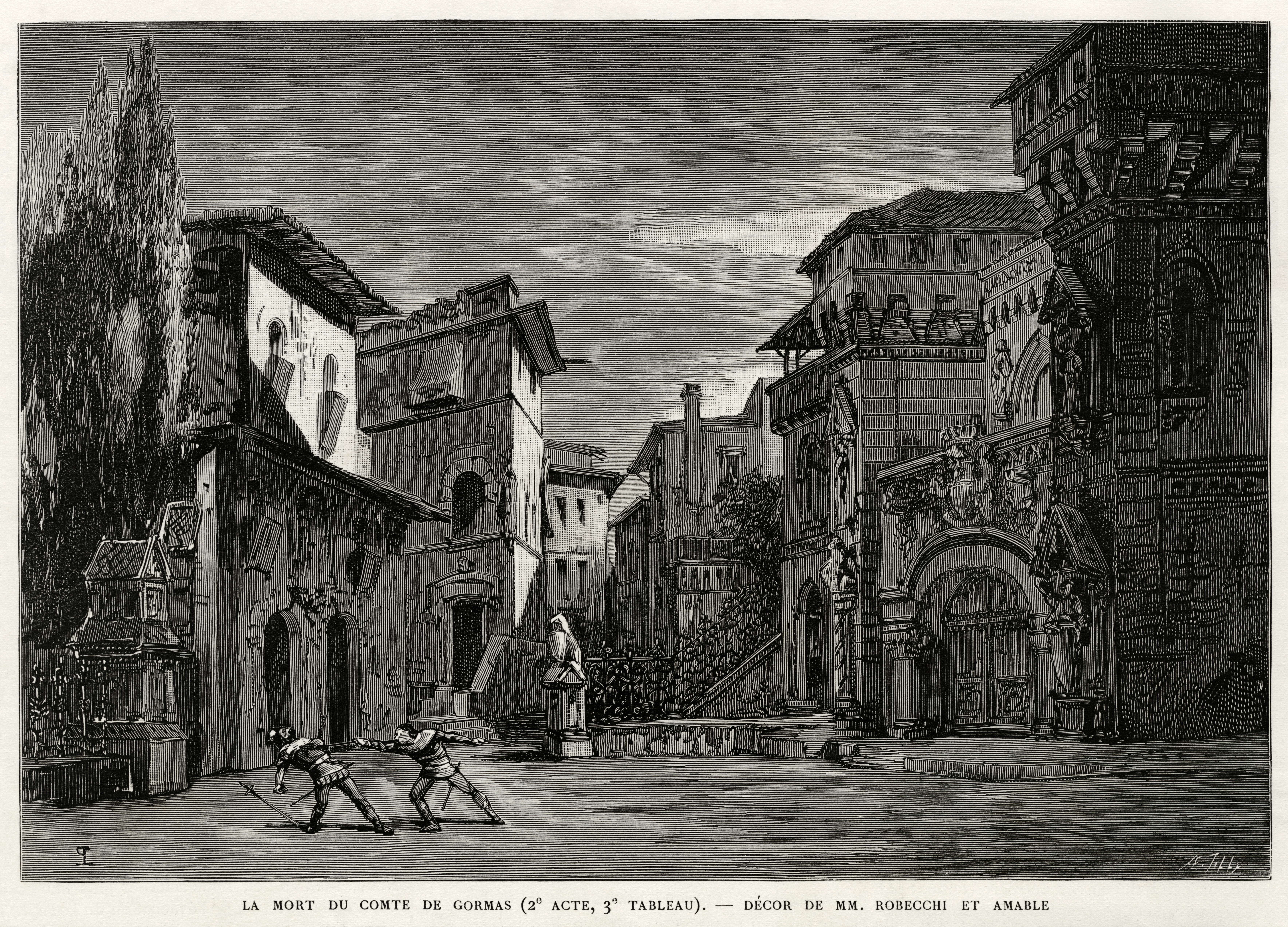
Duel - namalováno pro Massenetovu operu založenou na Cidovi

Chimena sdělí princezně, jak je z boje mezi jejím milencem a jejím otcem rozrušená. Poslíček je upozorní, že viděl oba muže opustit palác. Chimena pochopí, že se dali do souboje, a rychle odejde. Infantku napadne, že pokud Rodrigo v souboji vyhraje, Chimena jej odmítne a ona jej přece jen získá pro sebe.
Mezitím král řekne Donu Sanchovi a Donu Ariasovi o svém vzteku kvůli krutosti hraběte vůči Donu Diegovi a jeho souhlasu k souboji s Rodrigem. Král má také obavy z možného hrozícího útoku maorského námořnictva směřujícího k jeho zemi. Don Alonso vstoupí a oznámí, že Rodrigo hraběte zabil.
Jednání třetí
Rodrigo přijde do Chimenina domu a řekne Elviře, že bude zabit Chimeninou rukou. Elvira mu poradí, aby uprchl, načež on se při Chimenině příchodu ukryje. Chimena sice řekne Elviře o svých rozporuplných pocitech, ale také jí sdělí, že se musí ujistit, že Rodrigo zemře. Posléze jej plánuje následovat vlastní smrtí. Rodrigo vystoupí a podá Chimeně svůj meč, aby jej zabila, ona to však nedokáže.
Rodrigo se vrátí domů, kde mu otec poví o nadcházejícím útoku Maorů. Rodrigo s nimi musí jet bojovat, a pokud se vrátí živý a vítězný, získá královo uznání a také opět Chimeninu lásku.
Jednání čtvrté
Rodrigo jde do války a je velmi úspěšný. Zajatí Maorové jej dokonce ctí a říkají mu „Cid“. Infantka prosí Chimenu, aby se vzdala svého záměrů zabít Rodriga, ale Chimena odmítá. Král přesvědčí Chimenu, aby si myslela, že Rodrigo byl zabit, a její reakce na tuto zprávu všem dokáže, že jej stále miluje. Navzdory tomu stále cítí potřebu pomstít otcovu smrt. Don Sancho řekne, že bude bojovat s Rodrigem za ni, a ona slíbí, že se provdá za vítěze tohoto souboje.
Jednání páté
Rodrigo přijde k Chimeně, aby jí sdělil, že se v souboji s Donem Sanchem nebude bránit. Ona mu odpoví, že musí opravdu bojovat, aby ji zachránil před sňatkem s Donem Sanchem.
V monologu infantka prohlásí, že Rodrigo náleží Chimeně, a to i přesto, že po tom, co zabil jejího otce, mezi nimi vyvstal důvod ke sváru.
Chimena spatří Dona Sancha přicházet se zkrvaveným mečem a myslí si, že zabil Rodriga. Dává se do pláče s tím, že milovala Rodriga, a prosí, aby si nemusela brát vítěze, že namísto toho vstoupí do kláštera, kde bude navždy oplakávat smrt svého otce a Rodrigovu. Veškerý svůj majetek přislíbí Donu Sanchovi. Král jí však řekne, že Rodrigo je stále naživu – odzbrojil Dona Sancha, ale nechal jej žít. Don Sancho prohlásí, že by se dvojice měla vzít, neboť jsou do sebe nepochybně zamilováni.
Král přesvědčí Chimenu, že svému otci posloužila již dost tím, že Rodriga ohrozila, a proto jej nemusí dále mstít. Dále jí poradí, aby udělala něco pro sebe tím, že se za Rodriga provdá, ale také si uvědomí, že Chimena stále potřebuje čas na to, aby si „osušila slzy.“ Rozhodne tedy, že se spolu ožení za rok a mezi tím Rodrigo bude nadále bojovat proti Maorům, zůstane Chimeně věrný a ještě více se zaslouží o její lásku.

## Struktura

### Rýmové schéma
Hra je psána v rýmovaných kupletech se střídajícími se mužskými a ženskými rýmy, jak je pro francouzské drama typické.

### Verš
Veršem hry je alexandrín, který byl v klasické francouzské poetice populární. Každý řádek musí obsahovat 12 slabik, přičemž hlavní přízvuky jsou umístěny na 6. a 12. slabice. Césura se objevuje po 6. slabice, tedy v polovině řádku. Je často využívána jako silná syntaktická pauza ve frázování. Každá polovina řádku (6 slabik) se označuje jako hemistich, čili poloverš. Enjambement neboli přesah se ve francouzském alexandrínu nepoužívá, ale v anglických překladech verše se občas uplatňuje. Pojmenování tohoto verše je odvozeno od francouzského středověkého rukopisu „Roman d’Alexandre,“ který pochází z roku 1170.

## Adaptace
Vědci odhadují, že minimálně dvacet šest skladatelů vytvořilo operní adaptaci tohoto klasického příběhu. Patrně nejznámější operou se základem v této hře je Le Cid od Julese Masseneta a částečně také Handelův Flavio. Zejména ve francouzské kultuře pak existuje množství literárních, divadelních a filmových parodií.